# Додо (Алиса в Стране чудес)

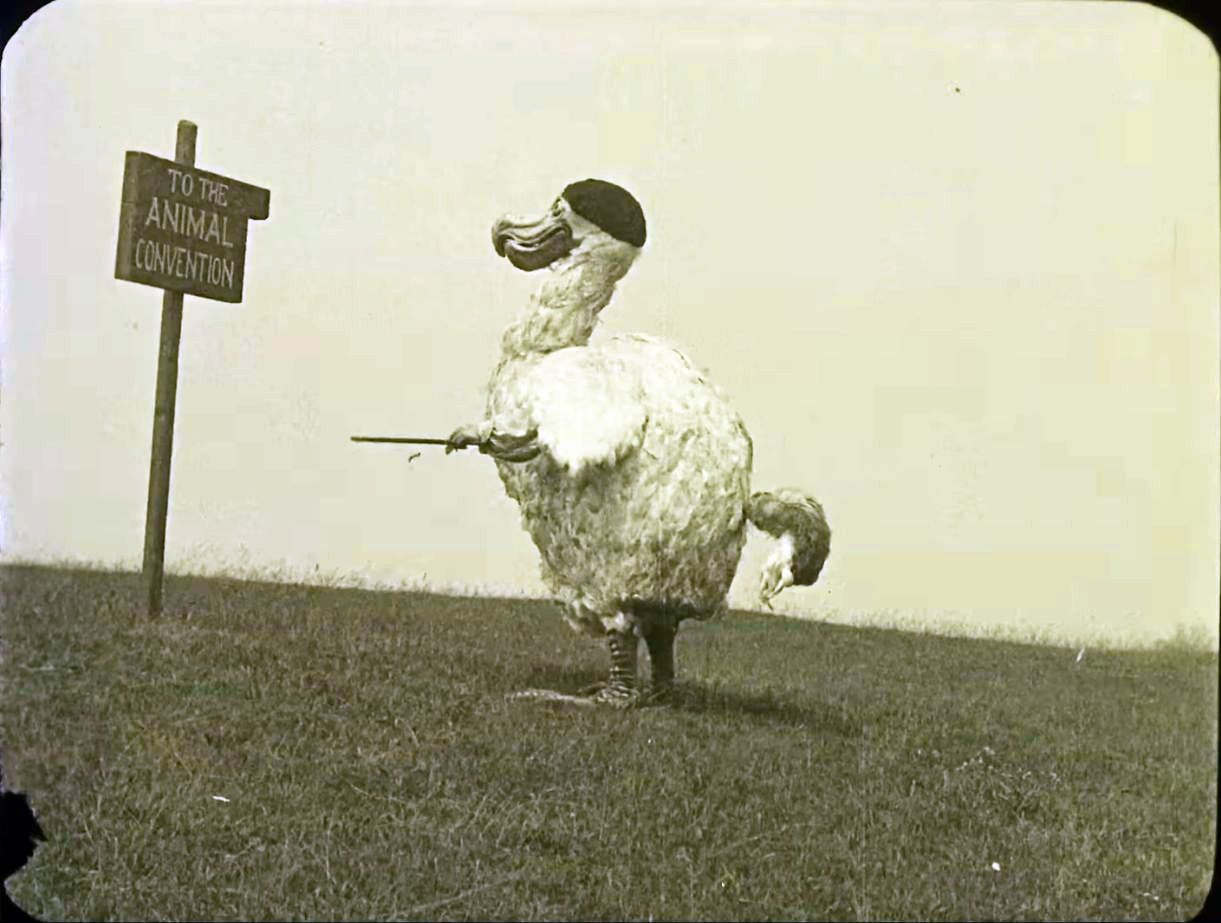
Скриншот из фильма Alice in Wonderland (1915) - Додо идёт на Предвыборную Гонку

Птица Додо — персонаж книги «Алиса в Стране чудес», представляющий собой карикатурный автопортрет Льюиса Кэрролла, чьё настоящее имя — Чарльз Лютвидж Доджсон. Распространено неподтверждённое мнение, что Доджсон назвал себя Птицей Додо в связи с тем, что часто заикался и произносил свою фамилию так: «До-До-Доджсон». Обычно изображают похожим на вымершего дронта.

## В книге
Птица Додо появляется во 2 главе среди многих удивительных существ, упавших в наплаканное Алисой Море Слёз. Она находится в компании трёх других птиц; в признанном классическим переводе Нины Демуровой их зовут Робин Гусь, Попугайчик Лори и Орлёнок Эд. В этих именах зашифрованы реальные участники памятной лодочной прогулки 4 июля 1862 года, на которой и зародилась идея написать сказку о приключениях Алисы:
- Робин Гусь (англ. Duck) — капеллан Робинсон Дакворт (англ. Robinson Duckworth);
- Попугайчик Лори (англ. Lory) — старшая сестра Алисы, Лорина Лидделл (англ. Lorina Liddell);
- Орлёнок Эд (англ. Eaglet) — её младшая сестра, Эдит Лидделл (англ. Edith Liddell).

После того как звери выбираются на сушу, Додо предлагает устроить соревнование «Бег по кругу» (англ. Caucus Race), чтобы высохнуть. Он рисует на земле круг и расставляет соревнующихся в произвольном порядке, а затем безо всякой команды каждый начинает бегать в произвольном направлении. Соревнование длится полчаса, и по его результатам победителями оказываются все. Звери требуют награды, и Додо, ткнув пальцем в Алису, говорит, что раздавать награды будет она.
У Алисы как раз оказываются в кармане цукаты, которых хватает ровно на всех участников, но получается, что самой Алисе ничего не досталось. Додо спрашивает, есть ли у неё ещё что-нибудь в кармане. Когда Алиса находит у себя напёрсток, Додо забирает его с тем, чтобы торжественно вручить его Алисе в награду под общие рукоплескания.

## Радиопьеса
В советской радиопьесе «Алиса в стране чудес» 1976 года у Птицы Додо гораздо более существенная роль — он читает текст от автора, постоянно вступает в роли провожатого в разговор с Алисой, появляясь в самых неожиданных местах, а также присутствует в своей «книжной» роли в эпизоде с «Бегом по кругу».

## Интересные факты
- В 1886 году вышло факсимильное издание рукописи, и Робинсон Дакворт (прототип Робина Гуся) получил от мистера Доджсона в подарок экземпляр с подписью: «Робину Гусю от Додо».[2]
- При Церкви Всех Святых[англ.] в Дарсбери (Англия), в часовне Даниила, находится удивительное витражное окно, посвященное Льюису Кэрроллу. В 1932 году отмечалось столетие со дня рождения писателя. Был создан мемориальный фонд, и силами энтузиастов собраны деньги на создание витража, в 1935 году подаренного этой церкви.